# Trogoderma halsteadi
Trogoderma halsteadi là một loài bọ cánh cứng trong họ Dermestidae. Loài này được Veer & Rao miêu tả khoa học năm 1994.